# Chondritic unfractionated reservoir
Het chondritic unfractionated reservoir (CHUR, Engels voor chondritisch ongefractioneerd reservoir) is een wetenschappelijk model uit de geochemie en astrofysica voor de gemiddelde chemische samenstelling van het deel van de Zonnenevel waaruit chondrieten (een bepaald type meteoriet) werden gevormd. Dit hypothetische reservoir wordt geacht gelijk in samenstelling te zijn geweest met de huidige fotosfeer van de Zon.
Tijdens het ontstaan van het Zonnestelsel, zo'n 4,6 miljard jaar geleden, werden door de zonnewind alle gasdeeltjes uit het centrale deel van de Zonnenevel weggeblazen, zodat alleen de zwaardere elementen overbleven en de hoeveelheid vluchtige elementen sterk afnam. Door deze fractionatie hebben de terrestrische planeten en de planetoïdengordel veel lagere concentraties in lichte elementen als waterstof of helium dan de gasplaneten of de Zon.
Een bepaald type meteorieten, namelijk C1-chondrieten, blijken op de vluchtige elementen na zo goed als dezelfde relatieve concentraties van elementen hebben als in de fotosfeer van de Zon voorkomen. Daarom wordt van deze meteorieten gedacht dat ze, behalve in vluchtige elementen, nog dezelfde samenstelling als de Zonnenevel hebben, zonder dat andere fractionatie- of differentiatieprocessen hebben plaatsgevonden. Dit is onder andere het materiaal waaruit de terrestrische planeten ontstonden.